# الیزابت کاستووا
الیزابت کاستووا جانسون (به انگلیسی: Elizabeth Kostova) (زاده ۲۶ دسامبر ۱۹۶۴ در نیولندن کانکتیکات) نویسنده معاصر ژانر وحشت و فانتزی امریکایی است.

## تاریخچه
الیزابت جانسون در ناکسویل تنسی زندگی کرد و کارشناسی خود را در رشتهٔ مطالعات ادبیات انگلیسی در دانشگاه ییل گرفت. در سال ۱۹۸۹، به مدت یک سال به بلغارستان رفت تا دربارهٔ فولکلور سنتی آن کشور تحقیق کند. در بلغارستان بود که کاستووا همسر آینده‌اش، گئورگی کاستووا، را دید. این سفر چنان برای او الهام‌بخش بود که یک‌سوم رمانش، مورخ، در این کشور می‌گذرد. گئورگی و الیزابت همراه هم به آمریکا برگشتند و گئورگی شغلی را در دانشگاه میشیگان برای خود یافت. در آن‌جا کاستووا کارشناسی خود را در رشتهٔ نویسندگی خلاقه به اتمام رساند و مدتی کوتاه بعد جایزهٔ هاپوود را برای رمان در دست نگارشش، یعنی مورخ، دریافت کرد. الیزابت کاستووا ده سال بر سر رمان نخستش وقت گذاشت. کتاب در سال ۲۰۰۵ وارد بازار کتاب شد و مورد ستایش خوانندگان و منتقدان قرار گرفت. با فاصله‌ای اندک پس از انتشار، مورخ به کتاب پرفروش در سطح بین‌المللی تبدیل شد و به ۲۸ زبان ترجمه شد.
رمان ومپایریِ مورخ سنت‌های تاریخی و فولکلوریک را به محوریت شاهزادهٔ رومانیایی، ولاد سوم، در هم می‌آمیزد و تحقیقی جامع را در باب ولاد تِپِش یا ولاد صلابه‌گر مشهور به دراکولا در پنج قرن گذشته بازگو می‌کند.
کمپانی سونی حقوق مربوط به اقتباس سینمایی کتاب را به قیمت یک و نیم میلیون دلار خرید. تهیه‌کنندهٔ آمریکایی، داگلاس ویک، نیز در حال آماده‌سازی مراحل ساخت فیلم است. فیلمنامهٔ مورخ را براد کِین خواهد نوشت. کارگردان و بازیگران این فیلم هنوز مشخص نشده‌اند.
مورخ نخستین و معروف‌ترین و پر فروش‌ترین کتاب او است که به ۲۸ زبان ترجمه شد و به سیاق کتاب راز داوینچی لقب راز دراکولا را به آن دادند.

## آثار
- مورخ ۲۰۰۵، ترجمه فارسی در سال 2009 از سوی انتشارات کاروان منتشر شد.
- The Swan Thieves (2010) (دزدان قو) منتشر شده در سال 2010.
- The Shadow Land (2017) (سرزمین سایه) منتشر شده در سال 2017.